# زو كاي
زو كاي (بالصينية: 邹凯) (Zou Kai) هو لاعب أولمبي لرياضة الجمباز من الصين. شارك في الأولمبياد الصيفي في 2008–2012، وفاز بما مجموعه 6 ميداليات.

## الميداليات
| ذهب | فضة | برونز | المجموع |
| 5   | 0   | 1     | 6       |

## روابط خارجية
- زو كاي على موقع الاتحاد الدولي للجمباز (licence) (الإنجليزية)
- زو كاي على موقع الاتحاد الدولي للجمباز (biography) (الإنجليزية)
- زو كاي على موقع اللجنة الأولمبية الدولية (الإنجليزية)
- زو كاي على موقع أوليمبيديا (الإنجليزية)